# Bundesgremienbesetzungsgesetz
Das Gesetz über die Mitwirkung des Bundes an der Besetzung von Gremien, auch Bundesgremienbesetzungsgesetz, amtliche Abkürzung BGremBG wurde am 24. April 2015 neu erlassen. Es hat die paritätische Vertretung von Frauen und Männern in Gremien zum Ziel, soweit der Bund Mitglieder für diese bestimmen kann (§ 1 BGremBG).
Es ersetzt das Gesetz über die Berufung und Entsendung von Frauen und Männern in Gremien im Einflussbereich des Bundes vom 24. Juni 1994, das darauf abzielte, die gleichberechtigte Teilhabe von Frauen und Männern an Gremien im Einflussbereich des Bundes zu verbessern.

## Inhalt des Gesetzes
Das Gesetz regelt die Besetzung von Vorständen, Beiräten, Kommissionen, Ausschüssen, Verwaltungs- und Aufsichtsräten, kollegiale Organen und vergleichbaren Gruppierungen (§ 3 BGremBG), die vom Bund berufen werden oder in denen der Bund einzelne Posten besetzen darf. Hierbei gilt das Prinzip der Doppelbenennung, das heißt, dass Sitze gleichberechtigt von einer Frau und einem Mann besetzt werden sollen (§ 4 Abs. 1 BGremBG).
Die Bundesregierung muss darüber dem Deutschen Bundestag in jeder Legislaturperiode einen Bericht vorlegen.